# 相川村 (岐阜県)
相川村（あいかわむら）は、かつて岐阜県不破郡に存在した村である。
現在の垂井町の一部（伊吹）と関ケ原町の一部（野上）に該当する。村名は、村を中央を東西に流れる相川（揖斐川支流）から名づけられた。

## 沿革
- 1889年（明治22年）7月1日 - 伊吹村と野上村が合併し、相川村が成立。
- 1897年（明治30年）4月1日 - 相川村が分割され、伊吹地区は岩手村、大石村と合併し、岩手村となる。野上地区は関ケ原村、松尾村、藤下村、山中村と合併し、関原村となる。

## 交通機関
- 東海道本線（通過のみ）

## 名所
- 伊富岐神社